# ブンブン・タカコとブーブー・ヒューバート
『ブンブン・タカコとブーブー・ヒューバート』(フランス語: Hubert et Takako)とは、ヒューゴ・ジタール原作、Xilam制作のテレビアニメ。

## 概要
2013年3月よりフランスのカナル+ファミリーにて放送が開始した。日本では、ディズニーチャンネルにて2015年7月より放送開始。全78話。57〜71話は同年11月より放送。また、72〜78話は2016年1月に放送。一話あたりの長さは7～8分ほどで、エピソード三本をまとめて一回分として放送している。1話完結の為、話の内容が繋がる事は無い。(前後編のエピソードは含めない)

## ストーリー
ブタのヒューバートとハエのタカコという異色の取り合わせを主人公に据え、彼らが日常的に繰り広げるドタバタ劇を描く。

## 登場人物
ヒューバート(Hubert) 　声 - 西村太佑
ナイーブなブタの青年。おっちょこちょいで思い込みが激しい傾向があり、それが理由で失敗することが多いものの、基本的には心優しい紳士である。
綺麗好きで芸術やインテリア、料理などを好む。おしゃれな一軒家に親友のタカコと暮らしている。蜘蛛が大の苦手。
未来の世界では科学者になってタイムマシンを発明し、ノーベル賞を受賞した。
タカコ(Takako) 　声 - 大室佳奈
元気なハエの女の子で、ヒューバートの同居人兼親友。性格や趣味がヒューバートとは正反対で、騒々しいロックやTVゲームが好き。一見そりが合わないと思える二人だが、かなり息の合ったコンビである。ジェニファーの事は良く思っていない(尚、ジェニファーはこの事には気付いていない)が稀に意気投合する。
男勝りで過激な言動の反面、イケメンにときめいたり自身の鼻の大きさを気にしたりする一面も持つ。ひよこが苦手。
ハエタタキーズというバンドを友達と組んでいる。
未来の世界ではとある有名プロデューサーに見込まれて大スターになるが、その事を嫉妬したヒューバートがヤスリでギターを壊そうとした為大喧嘩となった。
ジェニファー(Jennifer) 　声 - かとうあずさ
ヒューバートが思いを寄せる女性。背が高い赤毛の美人。スーパーで働いている。作中ではヒューバートの事が好きであるような描写があるが、実際の所は不明。
オスカー(Oscar) 声 - あべそういち
ヒューバートの兄。タカコの友達のケイティに一目惚れ(両思い)し、その後結婚した。
スタニスラス(Stanislas)　  声 - 中村章吾
ヒューバートの家の向かいにある集合住宅で暮らす男性。感情を表情に出す事は少ない。ヒューバートとはジェニファーを巡って争う仲。ピエロが好き。
ケイティ(Ketty)  　声 - 新谷真弓
タカコのバンド仲間のハエ。オスカーと結婚した。
ナット(Nat) 声 - 田中杏沙
ケイティと同じく、タカコのバンド仲間のハエ。
エロス(Eros) 声 - 中村章吾
ジェニファーの恋人。プールの監視員やピザの配達員、家庭教師など様々な職に就いている。